# Biblioteca España
La Biblioteca España est une bibliothèque située dans le quartier Santo Domingo Savio à Medellín, en Colombie. Elle est l'œuvre de l'architecte Giancarlo Mazzanti et a été construite en 2007.

## Description
La bibliothèque est construite sur les hauteurs de Medellin et offre un panorama sur la ville. De larges terrasses en bois contrastent avec l'architecture environnante.
Le quartier qui l'entoure a été marqué par la violence durant les années 1980. Le projet de bibliothèque s'inscrit dans une volonté de revalorisation.
Outre une bibliothèque, le bâtiment contient des salles de cours, des bureaux administratifs et un auditorium. Il est composé de trois volumes en briques noires. Plusieurs petites fenêtres laissent entrer la lumière naturelle et créent une atmosphère propice à l'étude et à la lecture.